# AkzoNobel
AkzoNobel est une entreprise spécialisée dans les peintures et les produits chimiques, d'origine néerlandaise dont le siège se trouve à Amsterdam. Son titre fait partie d'Euronext 100.
Pour l'année 2013, le chiffre d'affaires consolidé a atteint 16,4 milliards d'euros. L'entreprise compte plus de 49 560 employés dans plus de 80 pays.

## Histoire
AkzoNobel a une histoire de plus de deux siècles et est né d'un grand nombre de sociétés parentes. La plus ancienne de ces sociétés est la petite usine  de peinture Det Holmbladske Selskab au Danemark.

### Akzo
La plus ancienne des sociétés parentes néerlandaise est Sikkens, une usine de peintures et vernis, qui a démarré en 1792 à  Groningue. Il y a eu des fusions avec plusieurs autres sociétés néerlandaises plus ou moins connues (année de fondation en parenthèses) :
- Nederlandse Kunstzijdefabriek Enka (1911) qui par fusion devient Algemene Kunstzijde Unie (AKU), producteur néerlandais-allemand de fibres synthétiques ;
- Zwanenberg (1887), branche viande et sa filiale Organon (1923), branche médicaments et produits chimiques ;
- Kortman & Schulte, Noury & van der Lande (1838) ;
- Duyvis (1961 (jusqu'en 1987) ;
- Koninklijke Zwavelzuurfabrieken voorheen Ketjen (1835) ;
- Bemberg (1792) ;
- Vereinigte Glanzstoff Fabriken (1899) ;
- Koninklijke Nederlandse Zoutindustrie (1918) ;
- Chefaro (1968, (jusqu'en 2001).

En 1962, Koninklijke Nederlandse Zoutindustrie et Ketjen fusionnent pour former Koninklijke-Zout Ketjen. En 1967, Koninklijke-Zout Ketjen et Koninklijke Zwanenberg Organon forment Koninklijke Zout Organon. En 1969, Algemene Kunstzijde Unie (AKU) et Koninklijke Zout Organon forment Akzo.
Selon les normes néerlandaises de l'époque, Akzo était alors une société géante avec plus de 100 000 employés à travers le monde. AKZO continuait de grandir à grands pas mais vendait aussi des sociétés, des produits et des marques pour se concentrer autour de produits principaux. L'objectif initial était les produits pharmaceutiques, pour se tourner après 1990 vers la peinture comme activité principale.

### Nobel Industries
Nobel Industries, spécialiste de produits chimiques pour l'industrie papetière, a été formé en 1984 par la fusion de KemaNobel et Bofors. En 1871, Alfred Nobel (inventeur de la dynamite) fonde KemaNobel, qui de ce fait est une des entreprises les plus anciennes à l'origine d'AkzoNobel. Holmbladske a été fondé en 1777 et survit dans la marque d'enduit Sadolin.
Nobel Coatings en Suède fournissait Ikéa et Tarkett, un des leaders européens du parquet. Nobel-Coatings en France avait acquis plusieurs sociétés et possédait des établissements à Stains (jusqu'à 700 employés) et Ollainville (Essonne, 700 à 800 employés à son apogée) avec des marques comme Ripolin, ou Hélic-bois en ce qui concerne les vernis et peintures (ferroviaire, automobile, industrie, peintures poudres, coil-coatings, bois). Hélic bois avait eu son heure de gloire à la belle époque des vernis polyester haut brillant à fort grammage pour l'ameublement. Nobel Industrie revendait aussi les produits des autres établissements : Sadolin pour les lasures mais surtout les colles et adhésifs pour le bâtiment et pour l'industrie du bois (établissement d'Antony).
L'établissement d'Ollainville avait repris la production de l'usine de Stains, puis celle de Maline/ Mechelen au nord de Bruxelles pour finalement disparaitre à son tour dans les années 90. Nobel a depuis repris d'autres usines en France pour en fermer certaines au gré de la conjoncture (Lyon).

### AkzoNobel

Ancien logo de l'entreprise jusqu'en 2008.

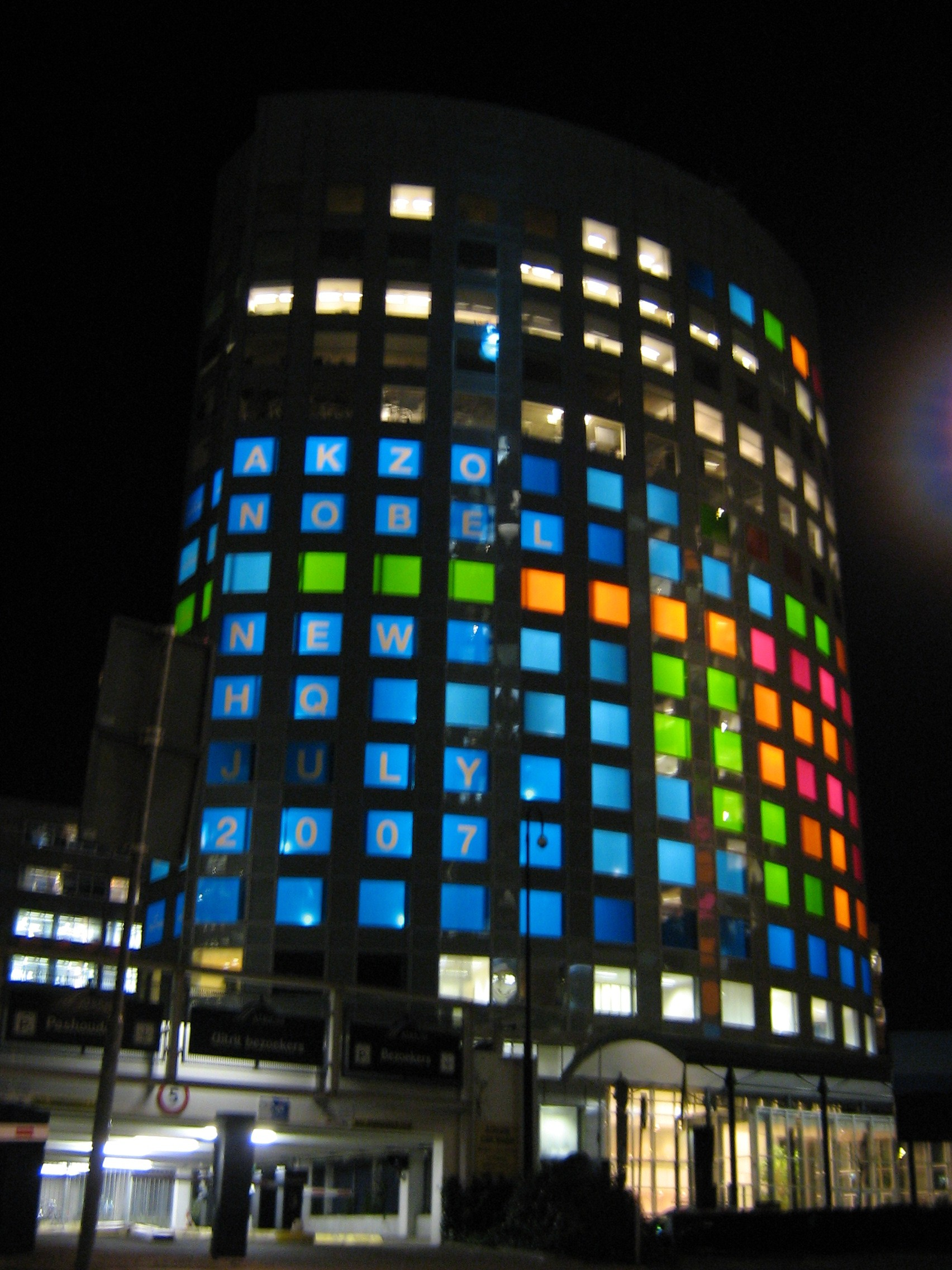
Le siège de l'entreprise à Amsterdam depuis 2007

AkzoNobel est formé en 1994, année de l'achat de Nobel Industries par Akzo. La fusion se solde par la perte de plus de 2000 employés et la fermeture de quelques usines (Reliance en Belgique)
En 1998, AkzoNobel acquiert pour 1,83 milliard de livres la branche chimie de la société britannique Courtaulds (en), producteur important de revêtements et de fibres. Akzo Nobel devient ainsi un des plus grands producteurs de revêtements au monde. Les usines de fibres synthétiques de Courtaulds et d'AkzoNobel ont été regroupées sous le nom de Acordis, puis revendues à CVC Partners.
En 2005, le chiffre d'affaires total est de 13 milliards d'euros répartis ainsi : 3,52 milliards d’euros pour la division Pharmacie, 5,5 milliards d’euros pour la division Peintures et 3,89 milliards d’euros pour la division Chimie.
Elle commence alors une politique de spécialisation et de cessions. La séparation des activités pharmaceutiques et des activités de chimie commence par la cession de la filiale "Organon Teknika", spécialisée dans les diagnostics médicaux in-vitro, au groupe français BioMérieux en juillet 2001 pour 311 millions d'euros,.
Le 7 septembre 2006, AkzoNobel décide de scinder ses activités pharmaceutiques dans une nouvelle entité Organon BioSciences, qui est cédée en mars 2007 à la société américaine Schering-Plough pour 11 milliards d'euros soit 14,4 milliards de dollars.
Le 20 août 2007, AkzoNobel acquiert pour 8 milliards de livre, la société britannique Imperial Chemical Industries avec l'intention de regrouper les activités Peinture (coatings) sous la marque d'ICI Dulux et de vendre, ses activités dans les adhésifs et ses activités chimiques destinés à l'industrie électronique à Henkel, pour 4 milliards d'euros.
En février 2009, AkzoNobel annonce une dépréciation d'actif de 1,2 milliard d'euros liée à l'acquisition d'Imperial Chemical Industries, abandonnant un programme de rachat d'action de 1,6 milliard d'euros et annonce la suppression de plus de 3 500 postes.
En juin 2010, AkzoNobel annonce la vente à Corn Products International de ses activités liés à l'amidon, qu'il a reçu durant l'acquisition de Imperial Chemical Industries, pour 1,4 milliard de dollars.
En décembre 2012, AkzoNobel vend ses activités nord-américaine dans la peinture décorative à PPG Industries pour 1,1 milliard de dollars.
En février 2016, AkzoNobel annonce l'acquisition des activités peintures, liées notamment à l'industrie automobile, de BASF, pour 475 millions d'euros,.
En 2017, PPG Industries fait une offre d'acquisition de 29 milliards de dollars sur Akzo Nobel, après une première offre refusé par ce dernier. Finalement, en juin 2017, PPG retire son offre.
En octobre 2017, AkzoNobel annonce l'acquisition d'Axalta, une entreprise américaine spécialisée dans la peinture et issue de DuPont, pour 26 milliards d'euros. Cette offre est rejetée par Axalta, qui dans le même temps, fait l'objet d'une offre par Nippon Paint, offre elle-même rejetée.
En mars 2018, AkzoNobel cède ses activités dans la chimie à des fonds d'investissements pour 10,1 milliards d'euros, activité qui emploie 10 000 sur les 47 000 que compte l'entreprise à ce moment-là.
En novembre 2019, AkzoNobel officialise l'acquisition de Mapaero, PME ariègeoise située à Pamiers, spécialisée dans la peinture aéronautique, et plus précisément expert dans les revêtements anticorrosions et dans les peintures intérieures cabines.
Fin 2022, le directeur général Thierry Vanlancker cède son siège à Grégoire Poux-Guillaume.

## Actionnaires
| Nom                                   | %     |
| ------------------------------------- | ----- |
| Harris Associates (en) / Natixis      | 3,69% |
| Massachusetts Financial Services (en) | 3,46% |
| Dodge & Cox                           | 3,17% |
| GIC Pte (Investment Management)       | 3,03% |
| Lazard Asset Management               | 2,98% |
| Norges Bank Investment Management     | 2,95% |
| The Vanguard Group                    | 2,57% |
| Covéa Finance                         | 2,25% |
| Fidelity Management & Research        | 2,01% |
| McKinley Capital Management           | 1,62% |

## Activité

### Division Peintures
AkzoNobel est devenu le premier producteur mondial de peintures. La division Peintures est formée de cinq unités :
- Car Refinishes (CR) pour l'industrie automobile ;
- Decorative Coatings Europe (DCE) and International (DCI) - des peintures décoratives ;
- Industrial Finishes (IF) - des peintures pour les applications industrielles ;
- Powder Coatings (POW) - des revêtements en poudre ;
- Marine and Protective Coatings (MPC) - de la peinture protectrice, entre autres pour la marine.

Les marques les plus connues sont, entre autres, Flexa, Sikkens, Trimétal, International et Interpon. Ces produits ont été appliqués, par exemple, sur le London Eye à Londres, La Scala de Milan et le pont de l'Øresund entre le Danemark et la Suède.

### Division Chimie
Depuis le regroupement de 2005 la division Chimie est formée de cinq unités :
- Base Chemicals (BC) ;
- Functional Chemicals (FC) ;
- Polymer Chemicals (PC) ;
- Surfactants (SC) ;
- Pulp and Paper Chemicals, qui traite aussi sous le nom de Eka Chemicals (PPC).

La division Chimie d'AkzoNobel est le premier producteur mondial de sel, de produits chlorine-alkali et d'autres produits chimiques industriels de base, qui servent pour la fabrication de produits de consommation tels que le papier, la glace à la crème, les produits de cuisine, les cosmétiques, les matières plastiques, le verre.
En mars 2018, Akzo Nobel accepte de revendre toutes ses actions au Carlyle Group et au GIC dans le but de séparer AkzoNobel Specialty Chemicals de ses autres activités de peintures et de revêtements.
Le 9 octobre 2018, L'ancien AkzoNobel Specialty Chemicals est relancé sous le nom de Nouryon. Cette décision faisant suite à l'acquisition de l'entreprise par The Carlyle Group et GIC. Elle marque une transition vers une indépendance de cette entreprise qui est un leader mondial dans la fabrication de produits chimiques de spécialité.

### Division pharmaceutique
La division pharmaceutique (filiale Organon pour la santé humaine et Intervet pour la santé animale) de AkzoNobel a été regroupée dans Organon BioSciences vendue en 2007.